# Catharine Pendrel
Catharine Pendrel (Fredericton, 30 september 1980) is een Canadese mountainbikester en veldrijdster. Ze werd in 2011 en 2014 wereldkampioene op het onderdeel cross country. Ze werd meerdere malen Canadees kampioen in zowel het mountainbiken als veldrijden.
Ze deed twee keer mee aan de Olympische Spelen: in 2008 en 2012. Haar beste prestatie was de vierde plaats bij de olympische mountainbikerace in Peking (2008).

## Erelijst

### Veldrijden
2013-2014
- Canadees kampioene
- Cyclocross Surry

2014-2015
- Canadees kampioene
- Cyclocross Manitoba

### Mountainbike
| Seizoen | Wereldbeker                                           | Kampioenschappen | Overige  | Totaal aantal zeges |
| ------- | ----------------------------------------------------- | ---------------- | -------- | ------------------- |
| 2003    |                                                       |                  |          | 0                   |
| 2004    |                                                       |                  |          | 0                   |
| 2005    |                                                       |                  |          | 0                   |
| 2006    |                                                       |                  |          | 0                   |
| 2007    |                                                       |                  |          | 0                   |
| 2008    | Bromont                                               |                  |          | 1                   |
| 2009    | Mont Sainte-Anne                                      |                  |          | 1                   |
| 2010    | Offenburg, Windham, eindklassement                    | CK               |          | 4                   |
| 2011    | Mont Sainte-Anne, Nové Město, Val di Sole             | WK               |          | 4                   |
| 2012    | Houffalize, Mont Sainte-Anne, Windham, eindklassement | CK               |          | 4                   |
| 2013    |                                                       |                  | Whistler | 1                   |
| 2014    | Windham                                               | WK, CK           |          | 3                   |